# 花石纲

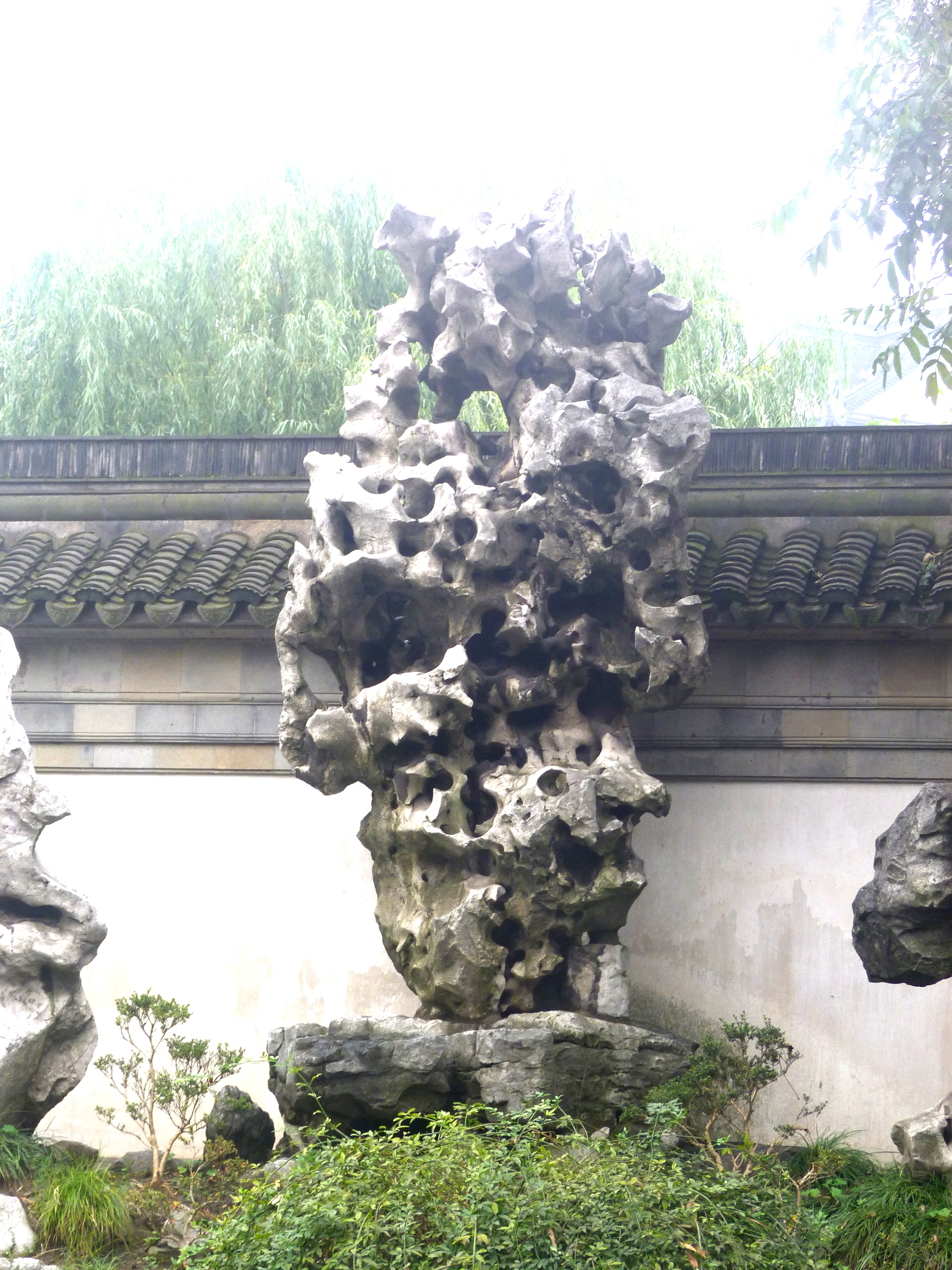
上海豫园宋徽宗花石纲遗物玉玲珑

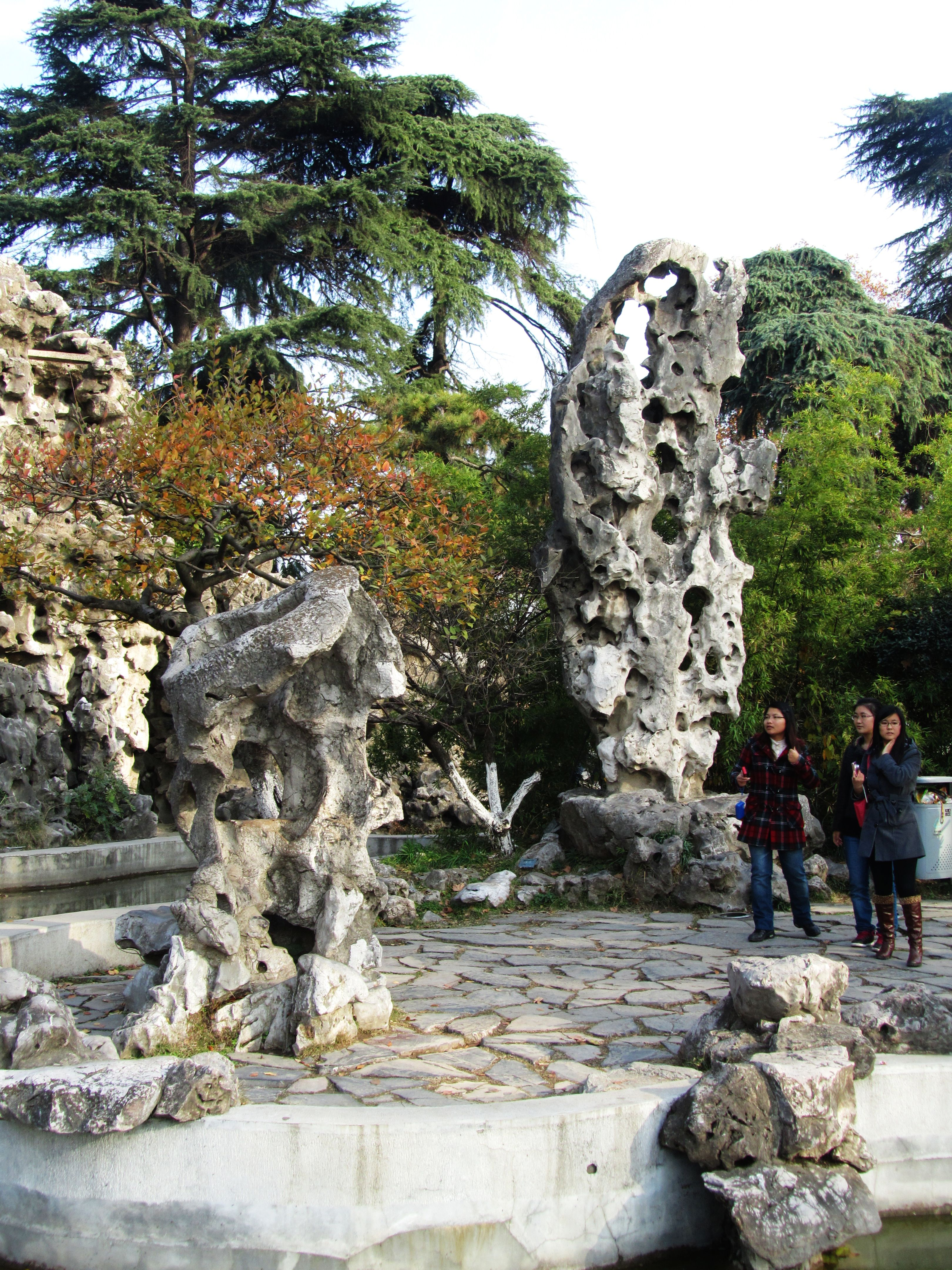
南京童子拜观音石

花石纲是中國歷史上專門運送奇花異石以滿足皇帝喜好的特殊運輸交通名稱。
在北宋徽宗时，「綱」意指一個運輸團隊，往往是10艘船稱一「綱」；當時指揮花石綱的有杭州“造作局”，苏州“应奉局”等，奉皇上之命对东南地区的珍奇文物进行搜刮。由於花石船队所过之处，当地的百姓，要供应钱谷和民役；有的地方甚至为了让船队通过，拆毁桥梁，凿坏城郭，因此往往讓江南百姓苦不堪言。
《宋史》有记載花石纲之役：“流毒州县者达20年”。
宋徽宗为在首都汴梁建造花园艮岳，从全国各地搜罗名花奇石，其中有的奇峰因种种原因没能运走，史称艮岳遗石。上海豫园有一镇园之宝，宋徽宗花石纲遗物玉玲珑，重约三吨。。南京玄武湖公园中的两块太湖石——童子拜观音石，亦为花石纲遗物。2013年3月，安徽省宿州市灵璧县境内的花石纲遗址做为安徽省的三个子项之一，列入第七批全国重点文物保护单位（古建筑）——大运河。

## 参看
- 艮岳

## 附註
1. ↑  物阜民丰的上海三林塘 的存檔，存档日期2016-03-04.